# Regime historiográfico

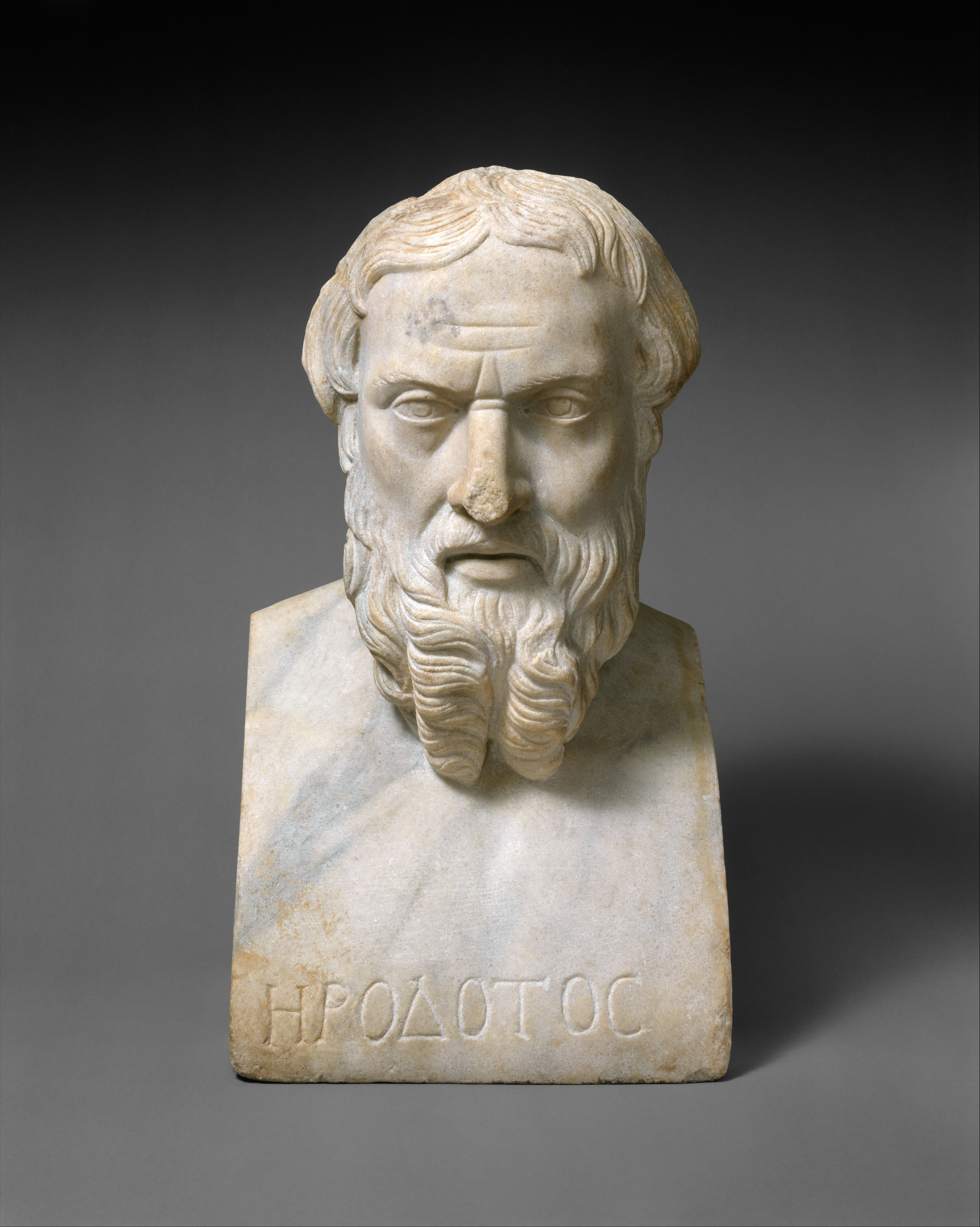
Heródoto, considerado o primeiro historiador.

Regime historiográfico, ou regime de historiografia, é um conceito utilizado para classificar e estudar as diferentes formas de se produzir história existentes em um determinado regime de historicidade. Estas classificações abarcam as mais variadas representações da história no espaço público, não estando limitadas ao trabalho dos historiadores profissionais. Os regimes historiográficos são plurais e se estabelecem a partir de diversas demandas por escrita, elaboração e apresentação da narrativa histórica. Assim, permitem aos historiadores a articulação e a análise das relações entre escrita da história e experiência do tempo. 

## O conceito
Um regime historiográfico pode ser entendido como uma maneira específica de se abordar as diferentes formas de se fazer história. Sua utilização permite à historiografia a identificação e o estudo do discurso histórico em sua a pluralidade de formas, conteúdos, expectativas e demandas. Por conta disso, é possível afirmar que os regimes historiográficos são um instrumento teórico para o estudo da história da historiografia. Seu contexto, no entanto, não se limita ao trabalho dos historiadores profissionais. Os regimes historiográficos permitem a análise da produção de variados sujeitos, que se manifestam em diferentes meios de circulação da história, como a mídia, a política e ambientes de disputas intelectuais.
A aplicação do conceito de regime historiográfico tende à flexibilidade do foco da análise historiográfica, que pode ser direcionada, ao mesmo tempo ou separadamente, ao discurso histórico, suas formas de produção, os protocolos que guiaram esta produção e o contexto histórico no qual tal análise foi feita. Dessa maneira, também serve à identificação de regimes de produção e apresentação de um discurso histórico guiado pela pretensão de comunicar aquilo que é verdadeiro sobre determinada experiência de tempo.

## Relações entre regimes historiográficos e regimes de historicidade

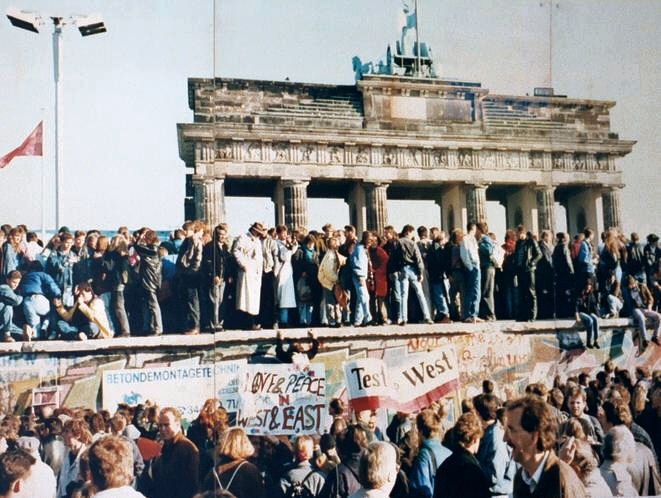
A queda do Muro de Berlim, em 1989, marca o começo do regime de historicidade presentista.

O historiador francês François Hartog afirma que enquanto o conceito de regime de historicidade define uma maneira culturalmente limitada de se relacionar com o passado, a forma como se produz e apresenta a historiografia seria um sintoma dessa relação. Assim, entende-se que enquanto um regime de historicidade se refere à forma como uma sociedade experiencia o tempo, um regime historiográfico se refere às diferentes formas como essa sociedade organiza e expressa essa relação. Em outras palavras, os regimes historiográficos expressam o regime de historicidade vigente em uma sociedade e um período específicos da história. Assim, também é possível afirmar que o regime de historicidade é um dos fatores que determinam quais são as formas possíveis de se fazer história em um determinado período histórico, ou seja, os possíveis regimes historiográficos. 

#### Regimes historiográficos na historicidade presentista
No contexto de uma sociedade que se relaciona de maneira presentista, ou seja, focada no presente, com a sua história, é possível identificar diferentes formas de se escrever, expressar e elaborar a historiografia, das quais os historiadores lançam mão de acordo com o ambiente onde estão circulando, ou o público que desejam atingir. O historiador brasileiro Fernando Nicolazzi identifica, no regime de historicidade presentista, aquele que François Hartog atribuiu ao mundo ocidental após o ano de 1989, pelo menos três regimes historiográficos. Estes apresentam uma tendência a problematizar e situar historicamente o trabalho dos historiadores, manifestada a partir de regime historiográfico acadêmico, ligado às universidades e à prática da historiografia profissional, um regime historiográfico escolar, ligado ao ensino de história nas escolas, e um regime historiográfico de circulação ampla, relacionado à história pública.
Desta forma, entende-se que a abordagem utilizada por um estudante de doutoramento ao apresentar sua tese para a banca avaliadora é diferente daquela que um professor de ensino básico utiliza para apresentar o conteúdo da aula para seus estudantes. Da mesma maneira, estes lançam mão de formas de apresentação do conteúdo histórico diferentes daquela mobilizada por um historiador que pretende usar um vídeo no YouTube como veículo de difusão do conhecimento histórico para o maior número possível de pessoas. Estas três diferentes abordagens levam em consideração diferentes destinatários, ou seja, diferentes públicos, cujas diferentes demandas por conteúdo e formas de apresentação engajariam o historiador em diferentes formas de elaborar e apresentar a história. A partir deste exemplo é possível afirmar que estudantes em fase escolar, acadêmicos de história e usuários do YouTube são consumidores de produções elaboradas por historiadores no contexto de diferentes regimes historiográficos. 

### Artigos científicos
- Hartog, François (2013a). «Experiências do tempo: da história universal à história global?». história, histórias. 1 (1): 164-179. doi:10.26512/hh.v1i1.10714
- Lenclud, Gérard (2006). «Traversées dans le temps». Annales. Historie, Sciences Sociales. 61 (5): 1053-1084
- Mudrovcic, María Inés (2013). «Regímenes de historicidad y regímenes historiográficos: del pasado histórico al pasado presente» (5): 11-31. ISSN 2174-4289
- Nicolazzi, Fernando (2019). «Os historiadores e seus públicos: regimes historiográficos, recepção da história e história pública». História Hoje. 8 (15): 203-222. doi:10.20949/rhhj.v8i15.525
- Nicolazzi, Fernando (2003). «Uma teoria da história: Paul Ricoeur e a hermenêutica do discurso historiográfico». História em Revista. 9. doi:10.15210/HR.V9I9
- Ramalho, Walderez (2014). «O presentismo e a realidade brasileira em perspectiva». História da Historiografia. 7 (14): 148-154. doi:10.15848/hh.v0i14.656

### Teses e dissertações
- Detoni, Vicente da Silveira (2019). A moderna história magistra vitae de José Oiticica: regimes historiográficos e ordem do tempo no Brasil (c. 1870-1940) (PDF) (Dissertação de mestrado). Universidade Federal do Rio Grande do Sul

### Livros e capítulos de livro
- Certeau, Michel de (2020). «Fazer História». In:  Certeau, Michel de. A Escrita da História. Rio de Janeiro: Forense Universitária. pp. 03–44. ISBN 978-85-309-3573-3
- Foucault, Michel (2001). Dits et Écrits II. Paris: Gallimard. ISBN 9782070762903
- Hartog, François (2013b). Regimes de historicidade: presentismo e experiências do tempo. Belo Horizonte: Autêntica. ISBN 9788565381468
- Hartog, François; Lenclud, Gérard (1993). «Regimes d'historicité». In:  Dutu, Alexandre; Dodille, Norbert. L'état des lieux en science sociales. Paris: L'Harmattan. ISBN 2-7384-1968-2
- Nicolazzi, Fernando (2017). «A história e seus passados: regimes historiográficos e escrita da história». In:  Bentivoglio, Julio; Nascimento, Bruno César. Escrever História: historiadores e historiografia brasileira nos séculos XIX e XX. Vitória, ES: Milfontes. pp. 07–36. ISBN 978-85-94353-05-4